# Umar Israilow
Umar Israilow (auch Umar Israilov; * 1981 in Tschetschenien; † 13. Januar 2009 in Wien) war ein tschetschenischer Paramilitär und späterer Menschenrechtsaktivist.

## Tschetschenienkrieg und Flucht
Umar Israilow kämpfte im Ersten Tschetschenienkrieg gegen die russischen Truppen. Im April 2003 wurde er verschleppt, gefoltert und erpresst. Nach seinen Angaben hatten die Truppen des russlandtreuen Präsidenten Ramsan Kadyrow ihn in einem Boxklub im tschetschenischen Gudermes eingesperrt. Er müsse nun für die „Kadyrowzy“ arbeiten, andernfalls würden er und seine Familie ermordet. So wurde Israilow für ein paar Monate Mitglied der Tschetschenischen Präsidenten-Leibgarde. Dann flüchtete er 2004 über Polen nach Wien und beantragte dort politisches Asyl. Seine Geschichte sei glaubwürdig, beschieden die österreichischen Asylbehörden im Juni 2007. Israilow ließ sich in Wien nieder.
Umar Israilow war verheiratet und hatte vier Kinder.

## Aussagen und Bedrohung
Israilow wollte sein Wissen über Kadyrows Terrorregime der Öffentlichkeit mitteilen und hatte dazu eine Klage beim Europäischen Gerichtshof für Menschenrechte eingereicht. Der Klage legte er Zeugenprotokolle, Expertengutachten, Skizzen von Folterkellern und Fotos misshandelter Tschetschenen bei.
Von einem reumütigen Auftragskiller wussten die österreichischen Behörden, dass Umar Israilow ein gefährdeter Kronzeuge war: Im Sommer 2008 tauchte ein Mann, der sich als Arbi bei Israilow vorstellte, auf und forderte ihn auf, nach Russland zurückzukehren und seine Klage gegen Kadyrow fallen zu lassen. Israilow zeichnete das Gespräch heimlich auf und übergab das Transkript dem Verfassungsschutz. „Arbi“ heißt Artur Kurmakajew und warnte Israilow, er leite ein Verschleppungskommando von Präsident Kadyrow. Bereits am 10. Juni 2008 war Artur Kurmakajew beim Landesamt für Verfassungsschutz aufgetaucht und sagte den Polizisten, dass Umar Israilow sterben müsse, im Namen des tschetschenischen Präsidenten. Er solle das Todesurteil vollstrecken. Arbi sagte laut Die Zeit den Behörden: „Ich arbeite für den Präsidenten der Republik Tschetschenien, Kadyrow Ramsan […] Mein Chef ist die rechte Hand des Präsidenten […] Ich bin in einer neuen Abteilung tätig, welche sich damit beschäftigt, Auslandstschetschenen nach Hause zu bringen.“
Israilow fühlte sich auch in Wien bedroht und berichtete mehrmals davon, dass er beschattet werde. Am 10. Juni 2008 gab er beim Wiener Landesamt für Verfassungsschutz an, dass zwei Killer auf ihn angesetzt seien, und bat um Personenschutz. Das österreichische Verfassungsschutzamt lehnte dies ab.

## Ermordung
Am Dienstag, den 13. Januar 2009 verließ Israilow gegen 12:00 Uhr den Eurospar-Markt in der Leopoldauerstraße (Wien-Floridsdorf). Ein Mann lauerte ihm auf. Israilow schleuderte einen gefüllten Einkaufsbeutel gegen das Gesicht des Mannes. Zwei Männer mit gezückten Pistolen verfolgten ihn, dann feuerten sie auf den Flüchtenden. Mehrfach getroffen, brach Israilow zusammen. Die beiden Männer hörten nicht auf zu schießen. Einer schlug mit dem Griff seiner Waffe auf Israilow ein. Ein Passant fotografierte die Mörder aus seinem Fenster: Beide trugen Tarnhosen und Mützen. Sie entkamen. Auf dem Weg ins Krankenhaus starb Umar Israilow.

## Ermittlungen und Verfahren
„Der Personenschutz war zu teuer, die Gefährdungslage war ja viel zu vage“, sagte nach Israilows Tod ein Sprecher des österreichischen Innenministeriums. Auf dem Aktendeckel der Behörden stand laut Die Zeit allerdings „Betreff: Bedrohung durch den tschetschenischen Präsidenten“.
Freunde und Anwälte Israilows stellten am 13. Juni 2008 Strafanzeige gegen Kadyrow. Angeblich plante dieser eine Reise nach Österreich zu zwei Spielen Russlands bei der Fußball-Europameisterschaft. Die Anwältin Israilows forderte einen Haftbefehl. Sie wurde von einer Behörde zur nächsten verwiesen, doch keine nahm die Anzeige an und ein Haftbefehl wurde nicht ausgestellt.
Stattdessen nahm die österreichische Polizei am 19. Juni 2008 Artur Kurmakajew fest. Der schilderte sein Leben im Untergrund. Er habe mehrere „Einsätze“ gehabt, darunter in Deutschland.
Später verhaftete und verhörte die österreichische Polizei acht Tschetschenen, die in Österreich Asyl beantragt hatten oder Asyl bekamen. Im Februar 2009 verhaftete die polnische Polizei Turpal Ali J., der als Komplize von Israilows Mörder verdächtigt wurde.
Am 1. Juni 2011 verurteilte das Oberlandesgericht Wien (OLG) Otto Kaltenbrunner, Suleiman Dadayev und Turpal-Ali Yesherkayev wegen Mordes an Umar Israilow zu 19 und 16 Jahren Gefängnis. Die österreichische Polizei gab bei dem Prozess zum ersten Mal an, dass sie davon ausgehe, dass Präsident Kadyrov die Hinrichtung Israilows angeordnet hatte. Später bestätigte das Gericht die Strafen. Anklagepunkte waren Beteiligung am Mord, versuchte Überlieferung an eine ausländische Macht und Bildung einer kriminellen Vereinigung.

## Rolle der Behörden
Vor dem unabhängigen Verwaltungssenat gab es ein Verfahren zur Feststellung, ob die Polizeibehörden es versäumt hatten, Israilow auf Ersuchen seines Anwalts hin Polizeischutz zu gewähren.
Rund eineinhalb Monate nach dem Mord an Israilow befasste sich der Unabhängige Verwaltungssenat (UVS) mit dem Vorwurf mehrerer Verstöße der Republik Österreich gegen die Europäische Menschenrechtskonvention (EMRK). Die Anwälte Israilows brachten eine Beschwerde wegen der Unterlassung polizeilicher Schutzmaßnahmen ein. Der Vater des Mordopfers strebte ein neues Verfahren beim Europäischen Gerichtshof für Menschenrechte (EGMR) an.
Die erste Anzeige erfolgte durch das European Center for Constitutional and Human Rights (ECCHR). Auch die Organisation Human Rights Watch hatte vor Israilows Tod auf seine Gefährdung aufmerksam gemacht.
Die Rechte auf Schutz des Lebens (Artikel 2), keine unmenschliche und erniedrigende Behandlung (Artikel 3) sowie Schutz des Privat- und Familienlebens der Hinterbliebenen (Artikel 8) seien durch das Ausbleiben der polizeilichen Hilfe verletzt worden, argumentieren die Juristen. Der UVS Wien müsse prüfen, ob sich das Landes- und das Bundesamt für Verfassungsschutz und Terrorismusbekämpfung (LVT und BVT) rechtswidrig verhalten hätten. Gefordert wird vorerst nur der Ersatz der Verfahrenskosten. Eingereicht wurde der Antrag im Namen der Witwe Umar Israilows, seiner drei Kinder sowie seines Vaters. „Eine Vielzahl von Schutzmaßnahmen für den nunmehr Ermordeten wären denkbar gewesen“, heißt es in dem Antrag. So zum Beispiel eine verstärkte Streifentätigkeit, Personenkontrollen, ein Umzug oder die Ermöglichung einer neuen Identität. Stattdessen sei kein einziger Schritt erfolgt. Den Behörden der Polizei und des Innenministeriums sei das „reale und unmittelbare Risiko“ für sein Leben bekannt gewesen, betonten die Anwälte. „Spätestens seit Juni 2008 lag eine unmittelbare Verdichtung der Gefährdungslage vor.“ (Aussagen „Abis“) Begründet wird diese in dem Antrag folgendermaßen: Bereits Anfang 2007 habe der Betreuer des Ermordeten mit dem LVT Kontakt aufgenommen und auf die Bedrohung hingewiesen. Am 11. Juni 2008 erstattete das Amt schließlich selbst gegen den tschetschenischen Präsidenten Ramsan Kadyrow, einen angeblichen Agenten dieses Landes und eine dritte Person bei der Staatsanwaltschaft Wien Anzeige wegen Nötigung. Dies habe damals unter anderem ein Gutachten über die Folterspuren gezeigt. Diese Vorwürfe waren auch Gegenstand einer Beschwerde an den EGMR, die nach dem Ausbleiben von Folgeanträgen bereits vor dem Mord gelöscht wurden. Schuld war daran laut Israilows Vater ein „Kommunikationsproblem“. In einem Schreiben an den Gerichtshof kündigte dieser daher nun eine neuerliche Vorlage des Aktes an.
Die Republik Österreich soll Mitschuld an der Ermordung Umar Israilows tragen. Zu diesem Schluss kam das Wiener Landesverwaltungsgericht in seinem Urteil im Juni 2015. Den Erkenntnissen zufolge sollen das österreichische Innenministerium, das Bundesamt für Verfassungsschutz und Terrorismusbekämpfung (BVT) und das Wiener Landesamt für Verfassungsschutz es unterlassen haben, Israilow ausreichend zu schützen, obwohl es Hinweise auf eine konkrete Bedrohung gab. Damit sei das in der Europäischen Menschenrechtskonvention (EMRK) verankerte Recht auf Leben verletzt worden. Das Landesverwaltungsgericht bescheinigte den Polizeibehörden „Gleichgültigkeit“ und „Naivität“.
Nach dem Urteil gab die Anwältin der Witwe an, sie wolle für die Witwe Israilows und seine vier Kinder nun Trauerschmerzengeld, Unterhalt und die Therapiekosten einklagen.
Österreichs Politik war laut dem Magazin Stern besorgt, dass Israilows Tod das Verhältnis Österreichs zu Russland erheblich stören könnte. Deshalb habe das Innenministerium die Justiz und das Außenamt nach dem Tod zu einer Krisensitzung eingeladen, um ein „gemeinsames Wording“ zu vereinbaren.